# Книга джунглей (фильм, 1994)
«Книга джунглей» (англ. The Jungle Book) — фильм 1994 года. Экранизация произведения, автором которого является Редьярд Киплинг, также является ремейком одноимённого мультфильма 1967 года. Здесь животные не разговаривают. В главных ролях Джейсон Скотт Ли, в роли Маугли, и Кэри Элвес в роли его главного противника. Фильм снят режиссёром Стивеном Соммерсом. Музыку к фильму сочинил Бэзил Поледурис. Фильм можно смотреть детям любого возраста.

## Сюжет
Выросший в джунглях среди диких животных Маугли (Джейсон Скотт Ли) влюбляется в Кэтрин «Китти» Брайдон (Лена Хеди), дочку полковника Джефри Брайдона (Сэм Нилл), с которой он был знаком ещё до того, как потерялся в джунглях. Но подлый жених Кэтрин, капитан Бун, получив от неё отказ, похищает её, чтобы заставить Маугли привести его к сокровищам затерянного обезьяньего города.

## В ролях
| Актёр            | Роль                   |
| ---------------- | ---------------------- |
| Джейсон Скотт Ли | Маугли                 |
| Лина Хиди        | Кэтрин «Китти» Брайдон |
| Сэм Нилл         | Джефри Брайдон         |
| Кэри Элвес       | Капитан Уильям Бун     |
| Джейсон Флеминг  | Джон Уилкинс           |

Дрессированные животные:
| Актёр   | Роль       | Животное             |
| ------- | ---------- | -------------------- |
| Casey   | Балу       | Гималайский медведь  |
| Shadow  | Багира     | Леопард              |
| Shannon | Серый брат | Азиатский волк       |
| Lowell  | Король Луи | Борнейский орангутан |
| Bombay  | Шер-Хан    | Бенгальский тигр     |